# رود سخودنیا
رود سخودنیا (انگلیسی: Skhodnya) یک رودخانه در استان مسکو کشور روسیه است..